# 张杨路
张杨路是中国上海市浦东新区的干道，东西走向。西起黄浦江东岸的杨家渡轮渡站，东到金桥路接张杨北路。
张杨路开辟于1958年，西起浦东南路口接杨家渡路，东到源深路口（邻近张家楼村），长1680米，宽7米到10米，原为郊区农村公路，碎煤渣路面，两旁多为农田，供手扶拖拉机行驶。张杨路得名于两端的旧地名张家楼和杨家渡。
1980年代中期，张杨路沿路修建竹园新村，铺设沥青路面，并开行郊区公交杨行线（杨家渡到高行，1995年延伸为泰同栈渡口到高桥的泰高线）。
1990年代以后，张杨路经过拓宽和延伸，成为贯通陆家嘴、金桥镇的主干道，并将浦东南路以西的杨家渡路并入。道路两侧新建众多的商业大厦，如第一八佰伴、華潤时代广场、汤臣洲际大酒店、太平洋数码广场等，形成浦东主要的商圈。
张杨路延伸拓宽后，陆续开辟773路等多条公交线路。2007年，沿张杨路延伸的上海轨道交通六号线开通。
2008年5月，张杨路改造工程完成。改造范围南起东方路，北至五莲路，全长7.8公里。其中，东方路至罗山路段左右各向绿化隔离带方向拓宽一条机动车道，使得该路段成为双向8车道，并设置双向公交专用道。此次改造目的是为应对浦东大道东西通道全面开工后张杨路剧增的车流。
张杨路与浦东新区的多条南北走向道路交汇，包括：浦东南路、东方路、源深路、民生路、罗山路、金桥路等。

## 交会道路（西向东）
- 浦明路
- 福康路
- 浦城路
- 浦东南路
- 南泉北路
- 崂山路
- 东方路、世纪大道
- 福山路
- 松林路
- 源深路
- 桃林路
- 民生路
- 巨野路
- 苗圃路
- 北洋泾路/南洋泾路

洋泾港桥

- 泾南路
- 崮山路
- 罗山路（内环高架路）
- 德平路
- 居家桥路
- 云山路
- 金口路
- 枣庄路
- 金桥路（中环路）接张杨北路

## 路段主要建筑
- 上海第一八佰伴
- 上海湾，占地面积1.74万平方米，地上总建筑面积4.04万平方米，由一组250米商业街和21层办公主楼组成。商业街层高3层，局部2层，街区两端为连通地下一层下沉式广场。主楼建筑高度98.4米，1-4层为商业裙房，5--21层为写字楼。地下总建筑面积2.2万平方米，其中地下一层为商业用房，地下二层为停车库。上海湾由鄂尔多斯集团上海久大置业有限公司投资开发。[2]

## 沿途轨道交通
- 世纪大道口：2469世纪大道站
- 源深路口：6源深体育中心站
- 民生路口：618民生路站
- 北洋泾路口：6北洋泾路站
- 德平路口：6德平路站
- 云山路口：614云山路站
- 金桥路口：6金桥路站